# Masagali, Chikmagalur
Masagali là một làng thuộc tehsil Chikmagalur, huyện Chikmagalur, bang Karnataka, Ấn Độ.